# NGC 686
NGC 686 is een elliptisch sterrenstelsel in het sterrenbeeld Oven. Het hemelobject werd op 26 oktober 1785 ontdekt door de Duits-Britse astronoom William Herschel.

## Synoniemen
- PGC 6655
- ESO 477-6
- MCG -4-5-8